# From Eternity to Here
From Eternity to Here: The Quest for the Ultimate Theory of Time (cu sensul de Din eternitate până aici: Căutarea teoriei finale a timpului) este o carte de non-ficțiune a fizicianului teoretic american Sean M. Carroll. Cartea a fost publicată prima dată la 7 ianuarie 2010 de E. P. Dutton.

## Prezentare
În carte, Carroll explorează natura săgeții timpului, care merge înainte din trecut în viitor și susține că săgeata își datorează existența condițiilor dinaintea Big Bang-ului. Cu toate acestea, raționamentul despre ceea ce a existat înainte de Big Bang a fost în mod tradițional respins ca lipsit de sens, deoarece spațiul și timpul sunt considerate a fi create exact la Big Bang. Carroll susține că „înțelegerea săgeții timpului este o chestiune de înțelegere a originii universului” și în explicațiile sale se bazează pe principiul al doilea al termodinamicii, care afirmă că toate sistemele din Univers tind să devină din ce în ce mai dezorganizate (creșterea entropiei). Săgeata timpului se bazează pe idei care merg înapoi până la Ludwig Boltzmann, un fizician austriac din anii 1870.

## Primire
Manjit Kumar în recenzia sa pentru Daily Telegraph a numit cartea „o lectură plină de satisfacții” care „nu este pentru cei cu inima slabă”. Donna Bowman a comentat în The A.V. Club că „atracția sa constă în darul lui Carroll de a ghida cititorul prin trenul gândirii care leagă găurile negre, conurile de lumină, orizonturile de evenimente, demonul lui Laplace (sau al lui Maxwell), energia întunecată și entropia cu problema timpului... La fel ca toți profesorii minunați, el își face subiectul irezistibil și îi face pe studenții săi să se simtă mai inteligenți.” O recenzie din revista Kirkus Reviews a precizat că „nu este pentru cei reticenți față de știință, dar cititorii hotărâți vor avea o înțelegere satisfăcătoare a unui subiect complex.”
Cosmologul Andreas Albrecht, în Physics Today, a scris o recenzie în general pozitivă, cu observația că încercările lui Carroll de a furniza materiale atât cititorilor laici, cât și experților ar putea uneori să lase ambele categorii nemulțumite. În recenzia sa pentru New Scientist, filosoful Craig Callender a scris că autorul „pare ușor jenat de numeroasele salturi de credință pe care le cere cititorului său” în explicarea ipotezei sale privind originea săgeții timpului. Evaluarea lui Eric Winsberg a ipotezei lui Carroll a concluzionat în final că acele costuri ale sale conceptuale „par mari și că beneficiile sunt puține”.